# Okręg wyborczy Glasgow Garscadden
Okręg wyborczy Glasgow Garscadden powstał w 1974 r. i wysyłał do brytyjskiej Izby Gmin jednego deputowanego. Okręg został zniesiony w 1997 r.

## Deputowani do brytyjskiej Izby Gmin z okręgu Glasgow Garscadden
- 1974–1978: William Small, Partia Pracy
- 1978–1997: Donald Dewar, Partia Pracy